# Симплока
Си́мплока (от др.-греч. συμπλοκή — сплетение) — стилистическая фигура повторения слов в смежных стихах или фразах. Как правило, определяется как сочетание эпифоры и анафоры, то есть повторение начала и конца с вариацией середины, например, «Во поле берёза стояла / Во поле кудрявая стояла».
Поэтический словарь Квятковского называет симплокой и противоположную фигуру, когда начала и концы периодов различаются при одинаковой середине: «Молодым везде у нас дорога, / Старикам везде у нас почёт» (В. Лебедев-Кумач).